# Italia 1
Italia 1 is een Italiaans televisiestation. Het station werd gestart op 3 januari 1982 door Rusconi (toen uitgever van Il Tempo, een grote krant in Rome) en telde 18 lokale zenders, verspreid over Noord- en Midden-Italië. Dit uitgevers-station was geen succes: in augustus van datzelfde jaar ging Italia 1 al over in handen van de Fininvest-Groep van Silvio Berlusconi. Fininvest bracht begin jaren 90 de tv-zenderactiviteiten, waaronder die van Italia 1, onder bij het beursgenoteerde Mediaset, waar Fininvest nog steeds de grootste aandeelhouder van is.

## Enkele bekende programma's van Italia 1
- 24, actieserie (vanaf seizoen 5)
- The A-Team
- Campioni, il sogno, Realityshow
- Candid Camera, Show
- Controcampo, Sport
- C.S.I. Scena del crimine, Telefilm
- Distraction, Show
- Domenica stadio, Sport
- Frankenstein, Show
- Grand Prix, Formula 1, Sport
- Grog di Magog, Cartoni
- Guida al Campionato, Sport
- Joan of Arcadia, Telefilm
- Le Iene, Show
- Dragon Ball, Cartoni
- Dragon Ball Z, Cartoon
- Lupin III, Cartoni
- L'incudine', Talkshow
- Love Bugs 2, Telefilm
- Mediashopping, Magazine
- Mercante in fiera, Quiz
- Scuola di polizia, Cartoon
- Puffi, Cartoon
- Musicshop, Magazine
- Nip/Tuck, Telefilm
- Pacific Blue, Telefilm
- RTV, la tv della realtà, Magazine
- Secondo voi, Magazine
- Simpson, Cartoon
- Studio Aperto, Nieuws
- Studio Sport, Sport
- Top of the Pops, Show
- Una mamma per amica, Telefilm
- Voglia!, Talk Show
- Wrestling Smackdown!, Sport